# Château de Sabugal
Le château de Sabugal est un château situé dans la ville de Sabugal, district de Guarda, au Portugal. 
Son donjon a donné son surnom au château Castelo das Cinco Quinas, château aux cinq côtés. 
Dominant le bourg, sur un petit plateau de la serra de Malcata, il contrôle la traversée du Côa sur sa rive droite, d'où son importance dans l'Antiquité et au Moyen Âge.

## Histoire

### Avant la construction du château
En accord avec les témoignages archéologiques, on suppose que le promontoire où se trouve le château et qui domine le cours du Côa, fut occupé dès la préhistoire et où fut élevé un castrum.
Avec l'invasion romaine de la péninsule Ibérique, un réseau étendu de routes fut créé, l'une d'elles traversait le Côa sur cet accès. On pense que les Romains ont maintenu, sur ce même site, une petite garnison militaire pour contrôler et défendre la traversée du fleuve. Des siècles plus tard, le lieu fut fréquenté par les peuples germaniques et par les Musulmans, sans laisser de vestiges majeurs.

### Le château médiéval
À l'époque de la Reconquista chrétienne de la péninsule Ibérique, les terres de Sabugal furent d'abord vraisemblablement conquises par Afonso Henriques (1112-1185) en 1160, puis aussitôt perdues au profit du royaume de León.
En 1190, Alphonse IX de León créa la municipalité de Sabugal, la ville fut fondée vers 1224, à la même époque une unité défensive fut installée.
Intégrant le territoire de Ribacôa, conquis par Denis Ier de Portugal (1279-1325) sur le León, Sabugal reçut de ce souverain sa Charte en 1296 mais ce n'est qu'avec le traité d'Alcañices de 1297 que le territoire fut définitivement portugais. Le roi, dès lors, chercha à consolider cette frontière, ordonnant la construction des châteaux de Alfaiates, Almeida, Castelo Bom, Castelo Melhor, Castelo Mendo, Castelo Rodrigo, Pinhel, Sabugal et Vilar Maior.
Dans ce contexte furent commencés un agrandissement et une réforme de défense du château, les murailles furent renforcées par deux grandes tours dominées par un haut Donjon. Les travaux, racontés par Rui de Pina (Chronique de D. Dinis), furent terminés en 1303, sous la direction de Frère Pedro, du monastère d'Alcobaça.
Sous le règne de Manuel Ier de Portugal (1495-1521), le château de Sabugal est mentionné par Duarte de Armas dans son Livre des Forteresses (vers 1509), après des nouveaux travaux finis en 1515, selon l'inscription du portail principal. Ce souverain concéda une nouvelle charte à la ville le 1er juin 1515.

### De la guerre de Restauration à nos jours
Lors de la Guerre de Restauration, on procéda à une modernisation de sa structure, peu après fut édifiée la fameuse Torre do Relógio (la « tour de l'Horloge »).
Au XVIIe siècle ici fut détenu le poète et chevalier Brás Garcia de Mascarenhas, connu pour ses aventures et son non moins fameux poème épique Viriato Trágico.
Au début du XIXe siècle, pendant la guerre péninsulaire, les armées anglaises et portugaises en firent leur quartier général après avoir livré combat aux armées napoléoniennes qui battirent en retraite, sous le commandement du général André Masséna (avril 1811). Abandonnée par la suite, la place d'armes servit de cimetière de la ville, de 1846 à 1927 environ. Les habitants utilisèrent ses pierres pour construire leurs maisons.
Au XXe siècle, en 1911, l'Église Notre-Dame du château fut démolie. Plus tard, dans les années 1940, le processus de dégradation du monument fut suspendu grâce à l'intervention de la Direction Générale des Édifices et Monuments Nationaux (DGEMN), qui promu une grande campagne de travaux de rénovation et de reconstruction.
Entre 1993 et 1994 eut lieu une nouvelle restauration, cherchant à rendre au monument son aspect originel. Plus récemment, des fissures sur les murs et l'abattement partiel d'éléments d'une des tours de la barbacane et de quelques créneaux (1999), au XXIe siècle, obligea la DGEMN à lancer un concours pour la restauration et consolidation des murailles et tours du château, mais aussi la construction d'un amphithéâtre extérieur (2001).

## Caractéristiques
Le plan du château est quadrangulaire. Le sommet des murailles est en pierre de taille de granit et en maçonnerie de schiste. L'accès au chemin de ronde se fait par quatre escaliers internes. Les murs sont renforcés par trois échauguettes solides aux angles, et par une quatrième au centre de la muraille côté sud-ouest. Ces échauguettes sont rehaussées de merlonx pyramidaux, tout comme le donjon, qui forme un pentagone et qui défend le portail principal. L'intérieur du donjon, de style gothique, est divisé en trois étages, aux plafonds voûtés et clefs de voûte ornées des blasons royaux.